# Justice (película)
 Justice  es una película de comedia y drama de 2003, dirigida por Evan Oppenheimer, que a su vez la escribió y protagonizada por Erik Palladino, Michael Jai White y Daphne Rubin-Vega, entre otros. El filme fue realizado por Black Sand Pictures y Red Anarchist Films LLC, se estrenó el 8 de mayo de 2003.

## Sinopsis
Un autor de historietas de Nueva York, al que aún le aflige el fallecimiento de un amigo en el 11 de septiembre, logra que su editor haga una tirada acotada de "Justice", un cómic acerca de un individuo corriente que es un héroe.